# Andreas Steier

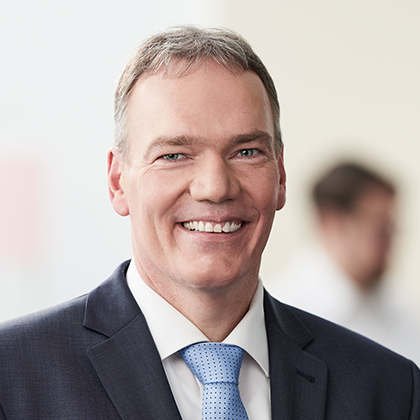
Andreas Steier 2017

Andreas Steier (* 7. Januar 1972 in Trier) ist ein deutscher Politiker (CDU) und Diplom-Ingenieur. Bei der Bundestagswahl 2017 errang er mit 37,9 % der Erststimmen ein Direktmandat im Wahlkreis Trier und war somit in der 19. Legislaturperiode Mitglied des Deutschen Bundestages. Diesen Erfolg konnte er bei der Bundestagswahl 2021 jedoch nicht wiederholen und schied im Oktober 2021 als Abgeordneter aus dem Parlament aus. Seit dem 11. Juli 2024 ist er Ortsbürgermeister der Ortsgemeinde Pellingen.

## Leben
Nach dem Abitur am damaligen Hindenburg-Gymnasium Trier im Jahr 1991, absolvierte Steier den Wehrdienst bei der Bundeswehr. Anschließend studierte er ab 1992 Maschinenbau an der Universität Kaiserslautern und schloss 1998 als Diplom-Ingenieur ab. Danach arbeitete er bis zu seinem Einzug in den Bundestag beim Automobilzulieferer IEE (Interlinks Electronics Europe) in Luxemburg, einem Spezialisten für intelligente Sensorsysteme. Andreas Steier hält mehrere Patente auf diverse Entwicklungen.
Steier ist verheiratet und hat drei Kinder. Die Familie lebt in Pellingen. Er ist römisch-katholischer Konfession.

## Politik
Politisch begann er sich als Kommunalpolitiker in der CDU zu betätigen und wurde 2004 erstmals in den Kreistag Trier-Saarburg gewählt. Auch engagierte er sich in den Vereinigungen der CDU wie der Jungen Union und der Mittelstandsvereinigung der CDU/CSU.
Steier gewann bei der Bundestagswahl 2017 das Direktmandat im Wahlkreis Trier unter anderem gegen die SPD-Kandidatin Katarina Barley, damals Bundesministerin für Familie, Senioren, Frauen und Jugend.
Steier war im 19. Deutschen Bundestag ordentliches Mitglied im Ausschuss für Bildung, Forschung und Technikfolgenabschätzung, Berichterstatter für Künstliche Intelligenz in der CDU/CSU-Fraktion im Deutschen Bundestag und Mitglied der Enquete-Kommission Künstliche Intelligenz. Außerdem war er stellvertretendes Mitglied im Ausschuss für Wirtschaft und Energie und im Petitionsausschuss des Deutschen Bundestages. Das Mandat konnte er zur Bundestagswahl 2021 nicht verteidigen und verlor es an Verena Hubertz von der SPD. Auch über die Landesliste konnte er nicht erneut ins Parlament einziehen. 
Auf kommunaler Ebene ist Andreas Steier Mitglied des Kreistags im Landkreis Trier-Saarburg seit 2004.
Im Juni 2024 wurde Steier zum ehrenamtlichen Ortsbürgermeister von Pellingen gewählt.

## Mitgliedschaften und Ehrenämter
Steier ist Vorsitzender des CDU-Gemeindeverbandes Konz und war 16 Jahre lang bis 2022 Vorsitzender des Kreisverbandes Trier der Mittelstands- und Wirtschaftsunion. Zudem ist er unter anderem Mitglied der Atlantik-Brücke e. V., der Karnevalsgesellschaft Pellinger Krääscherten 1996 e. V., im Saarburger Förderverein St. Franziskus Krankenhaus und Seniorenzentrum e. V. und in der Turngemeinde Konz 1885 e. V.